# Kagami Sho
Sho Kagami (sinh ngày 22 tháng 4 năm 1994) là một cầu thủ bóng đá người Nhật Bản.

## Sự nghiệp câu lạc bộ
Sho Kagami đã từng chơi cho Shimizu S-Pulse và Fujieda MYFC.